# The Starter Wife
The starter wife – "La ex" (en América Latina),"Esposa en Práctica" (en Chile), "Divorcio en Hollywood" (en España) – es una serie de televisión emitida por la cadena USA Networks, basada en la miniserie con el mismo nombre. Se estrenó el 10 de octubre de 2008, con un episodio piloto de dos horas. 

## Argumento
Molly Kagan, la ahora exesposa del ex ejecutivo de estudio Kenny Kagan, se encuentra tratando de labrarse una nueva vida como madre soltera de su hija, Jaden, en el centro del mundo disfuncional en torno a la industria cinematográfica. Molly ha prometido alejarse de los hombres tras el fracaso de su "final feliz" con un hombre sin hogar.

## Reparto
- Molly Kagen (Debra Messing)
- Joan McAllister (Judy Davis)
- Rodney Evans (Chris Diamantopoulos)
- Kenny Kagan (David Alan Basche)
- Liz Marsh (Danielle Nicolet)
- Jaden Kagen (Brielle Barbusca)
- Zach McNeal (Hart Bochner)
- Lou Manahan (Joe Mantegna)
- Devon Marsh (Reggie Austin)
- Pappy McAllister (Ronny Cox)
- Jeff (Robin Atkin Downes)

## Temporadas

### 1era temporada: 2008-
| #    | Título                                               | Emitido por primera vez | Secuencia de fantasía                             |
| ---- | ---------------------------------------------------- | ----------------------- | ------------------------------------------------- |
| 1-01 | "The Forty Year Old Virgin Queen" (Premiere, Part 1) | 10 de octubre, 2008     | Elizabeth (opening)                               |
| 1-02 | "The Diary of a Mad Ex-Housewife" (Premiere, Part 2) | 10 de octubre, 2008     | The Blair Witch Project (opening)                 |
| 1-03 | "The Remains of the Snow Day"                        | 17 de octubre, 2008     |                                                   |
| 1-04 | "Mollywood"                                          | 24 de octubre, 2008     | Castaway (opening); The Deer Hunter               |
| 1-05 | "Das Booty Call"                                     | 31 de octubre, 2008     | Body Heat (opening)                               |
| 1-06 | "The Ex-Files"                                       | 7 de noviembre, 2008    | Hello, Dolly! (opening)                           |
| 1-07 | "The French Disconnection"                           | 14 de noviembre, 2008   | Scream (opening)                                  |
| 1-08 | "Look Who's Stalking"                                | 21 de noviembre, 2008   | The Godfather (opening), Dirty Harry              |
| 1-09 | "Her Old Man & The Sea"                              | 5 de diciembre, 2008    | Lara Croft: Tomb Raider (opening), A Few Good Men |
| 1-10 | "A Woman Over the Influence"                         | 12 de diciembre, 2008   | The Green Mile (opening), Basic Instinct          |

## Emisiones
- España - Cosmopolitan
- América Latina - People+Arts
- México - Galavisión (Televisa)